# Santa Maria de Roses

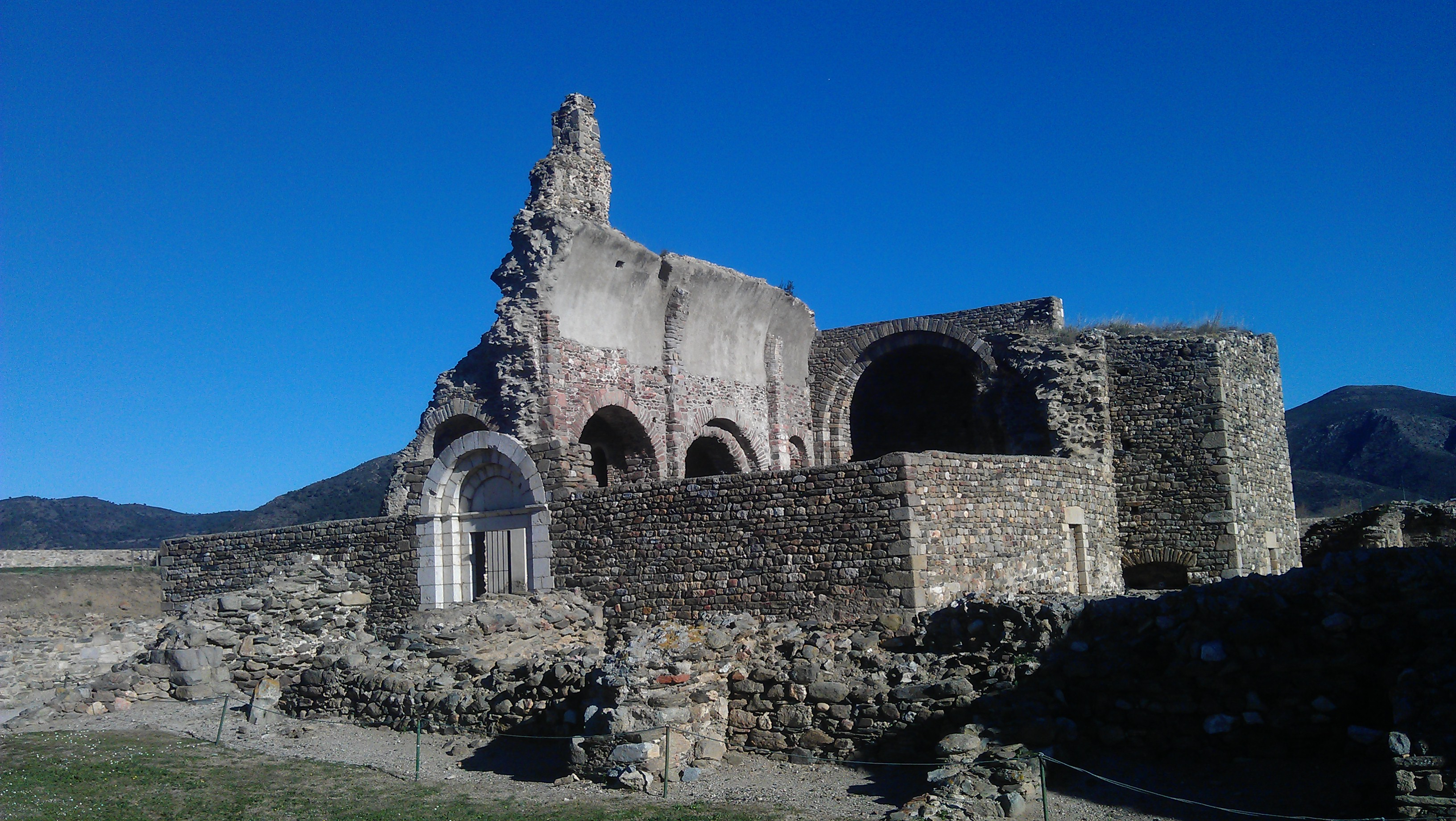
Die romanische Kirchenruine Santa Maria de Roses – Vom Eingangsportal gesehen

Das alte Benediktinerkloster Santa Maria de Roses (Katalanisch: Monestir de Santa Maria de Roses) ist eine romanische Klosterruine, die 1060/1061 als Benediktinerkloster auf dem Areal der Zitadelle von Roses in Roses auf dem Boden einer vorromanischen Kirche errichtet und eingeweiht wurde. Die romanische Klosterkirche wurde als dreischiffige Basilika errichtet.

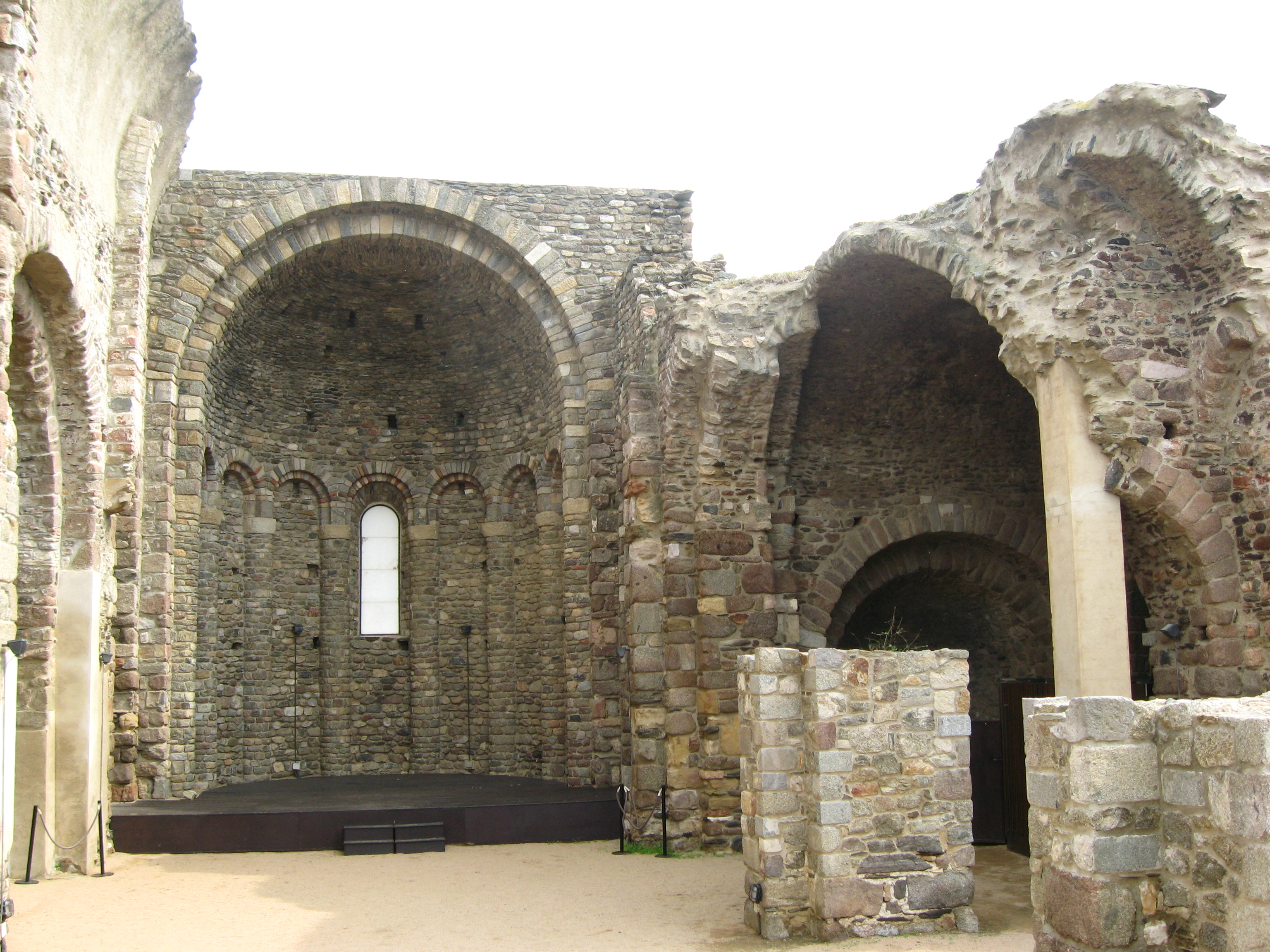
Die romanische Kirchenruine Santa Maria de Roses – Innenansicht

Das Kloster Santa Maria de Roses geht in seinen Ursprüngen auf eine private Kirchenstiftung des Grafen Gausfred von Empuries, Perelada und Rosseló aus dem Jahr 944 zurück. In solchen „Privatkirchen“ von Adligen und Mächtigen wurde zwar der Kult vollzogen, sie waren aber der kirchlichen Verwaltung entzogen. Im Jahr 948 wird diese Kirche in Dokumenten zum Kloster Sant Pere de Rodes zugehörig ausgewiesen.
Im Jahr 1938 entdeckte man im Zentralbogen des romanischen Baus aus dem 11. Jahrhundert schlicht als Konstruktionselement einen christlichen Altarstein aus Marmor. Auf der Rückseite dieses Steines waren Texte eingraviert, die die Zeit von 950 bis 954 betrafen. Geschildert wird in diesen Texten, dass der Graf Sunyer von Barcelona die Kirche zu seiner letzten Ruhestätte bestimmt hat. Aus dem Text geht hervor, dass sich diese Kirche Mitte des 10. Jahrhunderts in einem guten Allgemein- und Bauzustand befunden hat. Ab 960 wurde die Kirche nachweislich in den Rang eines Klosters erhoben und eine Mönchsgemeinschaft etabliert. Aus bisher nicht bekannten Gründen wurde das Gebäude jedoch baufällig.

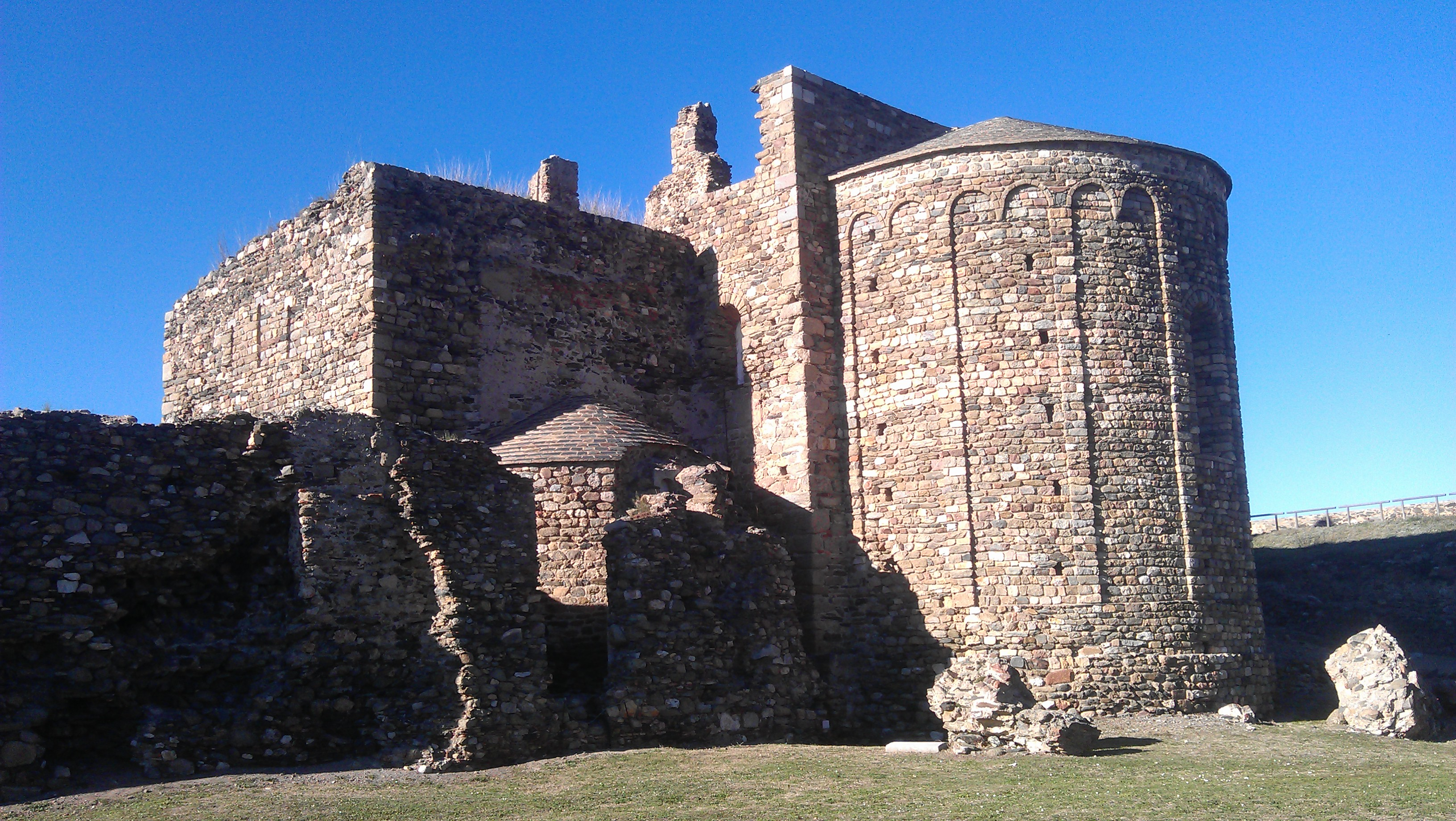
Die romanische Kirchenruine Santa Maria de Roses – Apsis

Die Entscheidung, eine Mönchsgemeinschaft anzusiedeln, setzte einen Prozess in Gang, der über alle baulichen und organisatorischen Schwierigkeiten hinweg den Kult aufrechterhielt. Dieser Prozess kulminierte in dem kirchlichen Neubau des 11. Jahrhunderts der uns als Ruine überkommenen Basilika im lombardisch-romanischen Stil. Im Jahr 1060/61 wurde die neue Basilika als Benediktinerklosterkirche eingeweiht. Im Umfeld dieses Klosters entstand auch die Stadt Roses, die im Jahr 1079 erstmals erwähnt wird. Im 15. Jahrhundert begann der Zerfall des Klosters. 1588 verließen die Mönche wegen einer Pestepidemie das Kloster, das anschließend vollkommen ausgeraubt wurde. 1792 verließen die wenigen Mönche, die bis dahin verblieben waren, vor den anstürmenden Franzosen Kloster und Kirche. 1793 zerstörten die Franzosen die Anlage. Aktuell wurde der antike Nukleus der Klosteranlage rekonstruiert und Ausgrabungs- und Bereinigungsarbeiten an der Klosterkirche durchgeführt.